# Löytötavaratalo
Löytötavaratalo was een Finse winkelketen opgericht in 1972  met vier winkels in de regio Pirkanmaa. Op het hoogtepunt telde het bedrijf bijna honderd medewerkers (2011). Eind 2017 had de onderneming 55 medewerkers.
De Löytötavaratalo-keten werd opgeheven in 2018, maar de  winkel op het landgoed Kuljun kartanon in Lempäälä bleef tot 2020 open met de hulp van een ander bedrijf.

## Geschiedenis
De activiteiten van het bedrijf begonnen in 1972 in een oude schuur in het dorp Kulju in de gemeente Lempäälä. Het werd opgericht door Hannu Lehtonen, die de leiding van het  bedrijf later over droeg aan zijn twee zonen. 
Löytötapartalo was een middelgrote winkelketen. Het assortiment omvatte meer dan 150.000 producten, waarvan ongeveer de helft gereedschappen en andere bouwmarktproducten zijn. De warenhuizen hebben ook hun eigen afdelingen voor visserij- en vrijetijdsproducten, huishoudelijke artikelen en dierbenodigdheden. Löytötavaratalo verkocht ook speelgoed en kinderaccessoires, tuin- en tuinproducten, films, muziek en spelletjes.
Löytötawaratalo was een langetermijnsponsor van de voetbalclub Tampere United. Hannu Lehtonen was lange tijd lid van het bestuur van de club. 
Löytötaratalo sloot zijn winkel in Lielahti in het voorjaar van 2017 en in december werd gemeld dat de toekomst van de hele keten op het spel stond. De hevige concurrentie in de sector drukte enorm op de winstgevendheid van de keten. 
Begin februari 2018 kondigde Löytötavaratalo aan dat het zijn activiteiten zou beëindigen. De winkels van het bedrijf in Lempäälä Kulju, Nokia en Ylöjärvi werden in het najaar van 2018 gesloten. De reden voor de beëindiging was de toename van het online winkelen en de daaruit voortvloeiende daling van de winstgevendheid. In maart 2018 verkocht Löytötavaratalo Oy de winkelactiviteiten in  Kuljun Kartano aan Monetanet Oy, eigendom van Arto Kuparinen. De winkel werd voortgezet met de oude 15 werknemers en de winkels van Nokia en Ylöjärvi gesloten.
De rechtbank van Helsinki verklaarde Monetanet Oy in januari 2020 failliet. De faillissementsaanvraag werd ingediend door de grootste crediteuren van het bedrijf, de Belastingdienst en de in Tampere gevestigde groothandel Tammer Brands Oy, die vorderingen had op Kuljun Kartano voor een totaalbedrag van ruim € 203.000.

## Winkels
De keten had winkels in de regio Pirkanmaa in:
- Nokia (gesloten in de zomer van 2018)
- Ylöjärvi (gesloten in de zomer van 2018)
- Landgoedwinkel Kulju kartano in Lempäälä (gesloten 2020)
- Tampere (gesloten in het voorjaar van 2017)